# Beatriz de Moura
Pour les articles homonymes, voir Moura (homonymie).
Beatriz de Moura, née à Rio de Janeiro en 1939, est une éditrice hispano-brésilienne, fondatrice et directrice durant quarante ans de la maison d'édition Tusquets Editores à Barcelone.
Elle est l'une des grandes personnalités féminines du monde de l'édition en Europe.

## Biographie
Issue d'une famille de diplomates brésiliens, Beatriz de Moura voyage beaucoup dans son enfance. Elle étudie notamment à l'Université de Genève.
Elle s'installe en Catalogne en 1961, où elle travaille dans plusieurs maisons d'édition à Barcelone, dont la maison d'édition Lumen entre 1965 et 1968, dirigée par l'intellectuelle féministe Esther Tusquets.
En 1969, Beatriz de Moura fonde, avec l'architecte Òscar Tusquets, son mari d'alors, la maison Tusquets Editores,. Les deux premières publications sont lancées en 1969 avec deux collections : Cuadernos ínfimos et Cuadernos Marginales.
Située sur l'avenue Diagonale de Barcelone, la maison d'édition publie en castillan les œuvres d'Ernst Jünger, d'Emil Cioran, d'Italo Calvino, d'Albert Camus, d'Haruki Murakami, de Georges Bataille ou encore de Marguerite Duras et d'Henry James, et diffuse de nombreux auteurs hispanophones comme Octavio Paz, Gabriel García Márquez, Julio  Cortázar, Mario Vargas Llosa, Adolfo Bioy Casares et Jorge Luis Borges,
On doit à Beatriz de Moura la diffusion mondiale de grands écrivains espagnols contemporains, comme Enrique Vila-Matas, Javier Cercas, Almudena Grandes et Fernando Aramburu.
Beatriz de Moura est également la traductrice, du français au castillan, de chefs-d'œuvre de Milan Kundera, dont L'identité et L'ignorance.
Elle devient une personnalité majeure du monde de l'édition en Espagne et reçoit la médaille d'or du mérite des beaux-arts, décernée par le ministère espagnol de la culture pour son activité. En 2012, elle signe un accord avec le groupe Planeta, qui administre et gère désormais Tusquets Editores. En 2017, elle fait don des archives de sa maison d'édition à la Bibliothèque nationale d'Espagne.

## Distinctions
En 1998, elle est faite chevalier des arts et des Lettres par le ministère de la Culture français.
En 1999, elle est décorée du "Mérite Éditorial" au Salon International du Livre de Guadalajara, au Mexique.
En 2006, elle est honorée de la Creu de Sant Jordi de la Généralité de Catalogne.
En 2010, elle reçoit la Médaille d'or du mérite des beaux-arts du ministère espagnol de la Culture.